# Canton de Saint-Denis-5
Le canton de Saint-Denis-5 est un ancien canton de l'île de La Réunion, département d'outre-mer français de l'océan Indien. Il se limitait à une fraction de la commune de Saint-Denis.

## Histoire
| Période | Période          | Identité       | Étiquette            | Qualité                                                                         |
| ------- | ---------------- | -------------- | -------------------- | ------------------------------------------------------------------------------- |
| 1988    | 1990 (démission) | Guy Zitte      | DVD                  | Technicien de la Météorologie à la retraite Conseiller municipal de Saint-Denis |
| 1991    | 2001             | Sudel Fuma     | PS puis DVG          | Historien                                                                       |
| 2001    | 2015             | Ibrahim Dindar | UDF puis DL puis DVD | Expert-comptable Vice-président du conseil général                              |